# Атомэнергоремонт
Атомэнергоремонт — генеральный подрядчик по техническому обслуживанию и ремонту оборудования атомных станций и других промышленных предприятий. Российская специализированная ремонтная организация атомно-энергетической отрасли.
Является дочерним предприятием российской энергетической компании Концерн Росэнергоатом. На 2020 год компания выполняет более 70 % ремонтных работ на российских площадках АЭС.

## История
Атомэнергоремонт появился в 1983 году для выполнения ремонтных работ и обеспечения работоспособности АЭС. К середине 1980-х штат работников насчитывал более 3,5 тысяч специалистов.
В 1986-м году более 600 специалистов компании участвовало в ликвидации последствий аварии на Чернобыльской АЭС.
К 2006 году в структуре предприятия уже 8 филиалов на 8 атомных станциях России. В 2012 году был открыт ряд участков на других предприятиях атомной отрасли и за её пределами — в Белоруссии и Армении. С тех пор был проведён ряд работ по ремонту и модернизации основного оборудования ТЭЦ и гидрометаллургического завода на Приаргунском производственном горно-химическом объединении. Началось активное сотрудничество с предприятием Атомфлот в Мурманской области, были проведены работы на ледоколах «Вайгач», «50 лет Победы», «Таймыр».
В 2017 году более 5 % персонала Атомэнергоремонта выполняли работы на зарубежных АЭС (Армянская АЭС, Белорусская АЭС). В будущем планируется расширить географию работ. На очереди АЭС «Аккую»(Турция), «Руппур» (Бангладеш) и «Ханхикиви» (Финляндия).
Генеральный директор — Петров Сергей Владимирович, главный инженер Черников Алексей Аркадьевич.